# 科切古雷农村居民点
科切古雷农村居民点（俄语：Кочегуренское сельское поселение）是俄罗斯联邦别尔哥罗德州切尔尼扬卡区所属的一个农村居民点。其下辖有5个居民点，行政中心为科切古雷。据2016年统计，该农村居民点的人口为1164人。